# Granica japońsko-radziecka
Granica radziecko-japońska – granica międzypaństwowa dzieląca terytoria ZSRR i Japonii istniejąca w latach 1925–1945 o długości 125 kilometrów na wyspie Sachalin.
Granica powstała po nawiązaniu stosunków dyplomatycznych pomiędzy ZSRR a Japonią, po wycofaniu się Japonii z okupowanej (od 1920 roku) części północnego Sachalinu na ustaloną w 1905 roku (traktat w Portsmouth) granicę rosyjsko-japońską biegnącą wzdłuż 50 równoleżnika.
Granica istniała do września 1945 roku tj. zajęcia południowej japońskiej (Karafuto) części Sachalinu przez Armię Czerwoną.
Traktatem w San Francisco (1952) Japonia zrzekła się suwereności nad pd. Sachalinem.